# Bio-Macht
Bio-Macht (französisch: le biopouvoir) ist ein Konzept, welches auf Michel Foucault zurückgeht und eine einzigartige Verknüpfung zweierlei Machttechniken in modernen, westlichen Gesellschaften bezeichnet: Zunehmende Individualisierung mittels Disziplinierung des einzelnen Körpers (anatomische Politik) auf der einen und Regulierung der Bevölkerung (Bio-Politik) auf der anderen Seite – wobei Foucault die Bevölkerung versteht als „eine Gruppe, die nicht einfach nur aus vielen Menschen besteht, sondern aus Menschen, die von biologischen Prozessen und Gesetzen durchdrungen, beherrscht und gelenkt sind [und die] eine Geburtenrate, eine Alterskurve (…), einen Gesundheitszustand“ hat.

## Biomacht bei Michel Foucault

### Entwicklung des Begriffs
Foucault entwickelte den Begriff Bio-Macht im letzten Kapitel Recht über den Tod und Macht zum Leben seines Buchs Der Wille zum Wissen (1977). Dabei geht es darum, eine neue Art von Machtmechanismus zu beschreiben, der sich im 18. Jahrhundert entwickelte: Während sich die Macht vorher über den Tod herleitete, entwickelt sich nun eine Macht, deren zentraler Fokus das Leben ist: „Man könnte sagen, das alte Recht [des Souveräns, d.V.], sterben zu machen oder leben zu lassen, wurde abgelöst von einer Macht, leben zu machen oder in den Tod zu stoßen.“  – „Bis dahin gab es nur Untertanen, nur Rechtssubjekte (…). Nun gibt es Körper und Bevölkerungen.“

### Zwei Machttechniken
Die Macht zum Leben ist dabei wesentlich um zwei Pole organisiert: Einerseits richtet sie sich auf den individuellen Körper, auf seine Zurichtung vor dem Hintergrund gesellschaftlicher Zustände, die Steigerung seiner Nützlichkeit und die Ausnutzung seiner Kräfte – die sogenannte anatomische Politik. Zum anderen auf den „Gattungskörper“, die Regulierung der Bevölkerung – Bio-Politik.

### Funktionsprinzipien
Dieser neuen „Lebensmacht“ liegen auch neue Funktionsprinzipien zugrunde: „Diese Macht ist dazu bestimmt, Kräfte hervorzubringen, wachsen (zu) lassen und zu ordnen, anstatt sie zu hemmen, zu beugen oder zu vernichten.“ und um „die Bevölkerung als Produktionsmaschine zur Erzeugung von Reichtum, Gütern und weiteren Individuen [zu] nutzen.“.
Für Foucault ist die logische Folge einer Machttechnologie, die sich auf das Leben richtet, die „Normalisierungsgesellschaft“. Weil es darum geht, das Leben zu sichern und auf eine bestimmte Art und Weise zu organisieren, werden die Subjekte an einer Norm gemessen, sie werden an ihr ausgerichtet und müssen vor ihr bestehen. „Statt die Grenzlinie zu ziehen, die die gehorsamen Untertanen von den Feinden des Souveräns scheidet, richtet sie [die Bio-Macht, d.V.] die Subjekte an der Norm aus, indem sie sie um diese herum anordnet. (…) Eine Normalisierungsgesellschaft ist der historische Effekt einer auf das Leben gerichteten Machttechnologie.“
Auch das Selbstverhältnis der Individuen ändert sich: „Der abendländische Mensch lernt allmählich, was es ist, eine lebende Spezies in einer lebenden Welt zu sein, einen Körper zu haben, sowie Existenzbedingungen, Lebenserwartungen, eine individuelle und kollektive Gesundheit, die man modifizieren, und einen Raum, in dem man sie optimal verteilen kann.“

### Die zentrale Bedeutung der Sexualität
Ein extrem wichtiger Eingriffspunkt der neuen Macht ist die Sexualität. Sie erlaubt den Zugang zum Individuum und über sie funktioniert auch die Kontrolle der Bevölkerung. „Die Sexualität liegt letztlich genau an der Verbindungsstelle zwischen der individuellen Disziplinierung des Körpers und der Regulierung der Bevölkerung. (…) Die Sexualität ist das Bindeglied zwischen anatomischer Politik und Biopolitik; sie liegt am Kreuzungspunkt der Disziplinierungs- und Regulierungsformen, und in dieser Funktion wird sie Ende des 19. Jahrhunderts zu einem erstrangigen politischen Instrument (…).“
Sie wird zu einer Angelegenheit des Staates. Sie wird dem Gesundheitswesen und den Regeln einer Normalität untergeordnet. Foucault fasst diese Entwicklungen unter anderem unter dem Begriff Sexualitätsdispositiv zusammen. Damit sind machtstrategische Verknüpfungen von Diskursen und Praktiken gemeint, die sich rund um das Thema der Sexualität zu einer bestimmten Zeit bilden. Das Sexualitätsdispositiv wird zunächst im Bürgertum wirksam, das bald damit begann „seinen eigenen Sex als wichtige Sache, zerbrechlichen Schatz, unbedingt zu erkennendes Geheimnis zu betrachten.“
Foucault geht davon aus, dass es bei der neuen Sexualpolitik nicht um Askese ging, sondern vielmehr um eine Konzentration auf den Körper, seine Gesundheit und seine Funktionen. Während das Symbol des Adels das Blut war, bediente sich das Bürgertum der neuen Technologie des Sexes zur Selbstaffirmation. Das Bürgertum
„hat sich einen Körper gegeben, den es zu pflegen, zu schützen, zu kultivieren, vor allen Gefahren und Berührungen zu bewahren und vor den anderen zu isolieren galt, damit er seinen eigenen Wert behalte.“
Es entsteht eine Klasse, die in der Sexualität den Zugang zur eigenen Identität, zum Körper und zur Selbsterkenntnis verortet. Der Sexualität scheint eine Wahrheit innezuwohnen, die es zu erkennen gilt. Außerdem erhält die Gesundheit eine gesellschaftliche und politische Relevanz, es ist auf einmal von Bedeutung, sich um die eigene Gesundheit zu kümmern, sich gesund zu erhalten und diese Auffassung ist bis heute eng verknüpft mit dem Verständnis von Subjektivität. Die Sorge um die Sexualität war untrennbar mit der Sorge um die Gesundheit verbunden.
Dieser Sorge inhärent ist die Abgrenzung von Unerwünschtem, von allem was bedrohlich, fremd und anders ist.

### Technologien des Selbst
Ab dem zweiten Band von Sexualität und Wahrheit verändert Foucault sein Konzept, insofern er eine machtanalytische Verschiebung in Hinblick auf das Subjekt vornimmt. Es geht nicht mehr in erster Linie um die Funktionsweisen der Diskurse, die auf das Subjekt einwirken, vielmehr entwickelt er unter Rückgriff auf die griechisch-römische Antike den Begriff der Technologien des Selbst.
„Darunter sind gewusste und gewollte Praktiken zu verstehen, mit denen die Menschen nicht nur die Regeln ihres Verhaltens festlegen, sondern sich selber zu transformieren, sich in ihrem besonderen Sein zu modifizieren und aus ihrem Leben ein Werk zu machen suchen, das gewisse ästhetische Werte trägt und gewissen Stilkriterien entspricht.“
Es handelt sich also um konkrete Handlungsstrategien und Lebensgestaltungsmöglichkeiten, mit denen sich das Subjekt selbst konstituieren kann. Das Individuum wendet auf sich selbst Praktiken an, um ein bestimmtes Ziel zu erreichen, das jeweils im Zusammenhang mit seiner historisch und gesellschaftlich spezifischen Verortung steht, also Konsequenz der Macht ist, die im alltäglichen Leben spürbar ist (indem sie z. B. wirkt durch Einteilung der Individuen in Kategorien und der Verknüpfung von bestimmten Wahrheiten mit diesen).

#### Das Individuum und seine Identität
Das, was das Individuum als sein „Selbst“ wahrnimmt, als seine Identität, ist immer schon entstanden vor dem Hintergrund gesellschaftlicher Verhältnisse: „Identität ist (…) ein Vollzug – eine bewusste und unbewusste Tätigkeit in Auseinandersetzung mit kulturellen Deutungsmustern und Artefakten, die körperliche Erfahrung hervorrufen, die als Ausdruck des natürlichen Leibes interpretiert werden.“ Das „Wort Subjekt [hat] (…) einen zweifachen Sinn: vermittels Kontrolle und Abhängigkeit jemandem unterworfen sein und durch Bewusstsein und Selbsterkenntnis seiner eigenen Identität verhaftet sein.“ (Foucault 1994, 246f)

### Gouvernementalität
Um das Verhältnis von Subjektivierungsprozessen (die mit dem Konzept der Technologien des Selbst nun konkreter erfassbar sind) und Machtmechanismen klären zu können, führt Foucault außerdem den Begriff der „Regierung“ ein (Gouvernementalität): „Jenseits einer exklusiven politischen Bedeutung verweist Regierung (…) auf zahlreiche und unterschiedliche Handlungsformen und Praxisfelder, die in vielfältiger Weise auf die Lenkung, Kontrolle, Leitung von Individuen und Kollektiven zielen und gleichermaßen Formen der Selbstführung wie Techniken der Fremdführung umfassen.“

## Rezeption
Giorgio Agamben, der die Analysen Foucaults fortschreiben will, versteht die Bio-Macht als Herrschaft des Souveräns über das „nackte Leben“. Das Leben selbst steht bei der Macht auf dem Spiel. Während Foucault Biomacht als einen alltäglichen Zustand analysiert, wählt Agamben die Sichtweise des Ausnahmezustandes.
Achille Mbembe stellt der Biopolitik den Begriff der Nekropolitik anbei, nach der die Grundlage von Souveränität und Macht schon im Entscheiden-Können über Leben und Tod liege. Die Zuspitzung wurde unter anderem von Daniel Loick bezugnehmend auf die europäische Asylpolitik aufgegriffen, der das Flüchtlingslager Moria als „Todeswelt“ ähnlich dem Nicht-Ort beschreibt.